# 15 decembrie
ianuarie • februarie • martie  • aprilie  • mai  • iunie  • iulie  • august  • septembrie  • octombrie  • noiembrie  • decembrie
15 decembrie este a 349-a zi a calendarului gregorian și a 350-a zi în anii bisecți. Mai sunt 16 zile până la sfârșitul anului.

## Evenimente

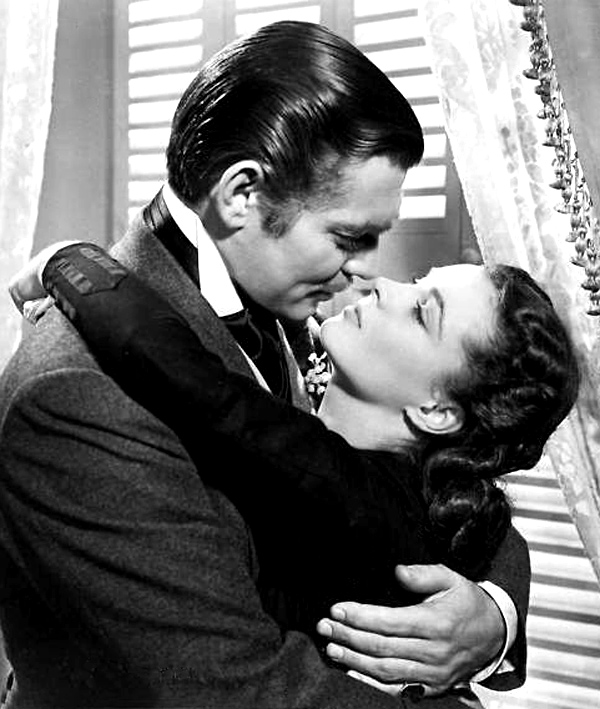
1939: La Atlanta a avut loc premiera filmului "Pe aripile vântului", în regia lui Victor Fleming, avându–i ca protagoniști pe Vivien Leigh și Clark Gable.

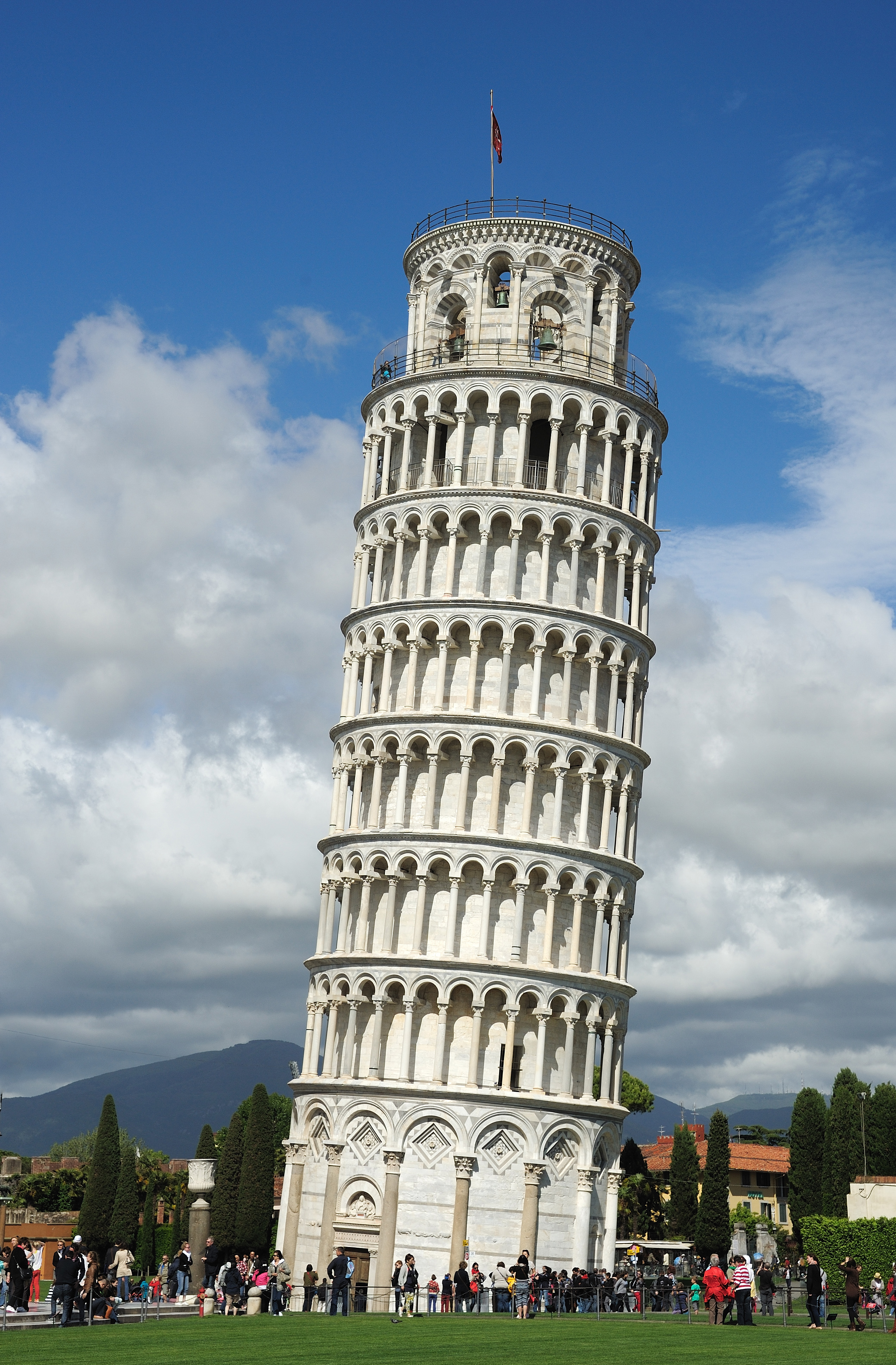
2001: A fost redeschis, pentru public, Turnul din Pisa, închis în 1990 pentru consolidare.

- 0687: Sf. Sergiu I devine Papă.
- 1467: Ștefan cel Mare îl învinge pe Matei Corvin al Ungariei în Bătălia de la Baia.
- 1840: Rămășițele pământești ale lui Napoleon I, au fost aduse în Franța de pe Insula Sfânta Elena, locul în care a murit, și depuse în Domul Invalizilor din Paris.
- 1860: Împăratul Austriei, Franz Joseph I, hotărăște alipirea Banatului la Ungaria fără a ține seama de cererea românilor bănățeni de a se înființa în Banat un "Căpitănat român".
- 1868: Concertul inaugural al "Societății Filarmonice Române", sub bagheta lui Eduard Wachmann, primul director al orchestrei. În program au fost lucrări de Mozart, Haydn, Beethoven, Mendelssohn  Bartholdy.
- 1876: A luat ființă Cercul Militar al ofițerilor din garnizoana București, actualul Cerc Militar Național; Construcția Palatul Cercului Militar Național, sediu de astăzi al instituției, a început în anul 1911 și s–a încheiat în 1923 .
- 1885: Apare, la București, revista modernistă "Analele literare", editată de Mircea C. Demetrescu (până 1888).
- 1887: Apare primul număr al publicației lunare "Revista Nouă", condusă de Bogdan Petriceicu Hasdeu.
- 1914: O explozie de gaz la mina Mitsubishi Hōjō din Kyushu, Japonia, a ucis 687 de oameni.
- 1938: Memorandumul românilor din Transilvania (Ardeal, Banat, Crișana, Satu Mare, Maramureș), semnat de Iuliu Maniu, Mihai Popovici și încă 48 de fruntași ai PNȚ, este prezentat regelui Carol al II–lea. În document se cerea "o schimbare de regim radicală" și respectarea principiilor democratice conform hotărârilor de la Alba Iulia din 1918.
- 1939: Debutul poetului Geo Dumitrescu în revista "Cadran" (nr. 4) cu poezia "Cântec", sub pseudonimul Vladimir Ierunca.
- 1939: La Atlanta a avut loc premiera filmului "Pe aripile vântului", în regia lui Victor Fleming, avându–i ca protagoniști pe Vivien Leigh și Clark Gable.
- 1944: Reapare la București, zilnic, ultima serie a revistei „Bilete de papagal”, director Tudor Arghezi (16 dec. 1944 – 12 feb. 1945).
- 1945: Generalul american Douglas MacArthur emite în calitate de comandant suprem al Forțelor Aliate în Pacific un ordin prin care shintoismul nu mai este religie de stat în Japonia.
- 1948: Este înființată Opera Maghiară de Stat din Cluj.
- 1964: Oficialitățile canadiene au arborat pentru prima dată actualul lor steag, reprezentând o frunză roșie de arțar.
- 1965: Navetele spațiale americane "Gemini 6" și "Gemini 7" au realizat prima întâlnire în spațiu.
- 1970: Naveta spațială rusească Venera–7 efectuează prima aterizare a unei sonde pe planeta Venus.
- 1994: Este lansat Netscape Navigator 1.0.
- 1995: Madrid: La Conferința Uniunii Europene, șefii de stat și de guvern au convenit asupra noii monede europene. Aceasta a fost denumită "EURO" și a înlocuit moneda națională din Germania, Franța, Belgia, Olanda, Luxemburg, Italia, Spania, Portugalia, Austria, Irlanda, Finlanda, Grecia la 1 ianuarie 2002.
- 1999: Germania acceptă să plătească 10 milioane de mărci drept compensații persoanelor care au fost supuse la muncă forțată în timpul nazismului.
- 2000: A fost închisă definitiv centrala nucleară rusă de la Cernobîl.
- 2001: A fost redeschis, pentru public, Turnul din Pisa, închis în 1990 pentru consolidare.
- 2002: Pentru prima dată, România a fost nominalizată în cadrul galei Premiilor MTV Europa (Barcelona) prin introducerea secțiunii "Cel mai bun artist român"; câștigătoare a fost trupa "Animal X".

## Nașteri
- 0037: Nero (Claudius Drusus Germanicus Caesar), împărat al Imperiului Roman (d. 68)
- 0130: Lucius Verus, împărat roman (d. 169)
- 1588: Adolf Frederick I, Duce de Mecklenburg-Schwerin (d. 1658)
- 1667: Ernest Louis, Landgraf de Hesse-Darmstadt (d. 1739)
- 1802: Janos Bolyai, matematician maghiar (d. 1860)
- 1832: Gustave Eiffel, inginer și arhitect francez (Turnul Eiffel) (d. 1923)
- 1833: Valeriano Bécquer, pictor spaniol (d. 1870)
- 1836: Eugénie Salanson, pictoriță franceză (d. 1912)
- 1840: Grigore Mithridate Buiucliu, jurist și om politic român (d. 1912)
- 1852: Antoine Henri Becquerel, fizician francez, laureat al Premiului Nobel (d. 1908)

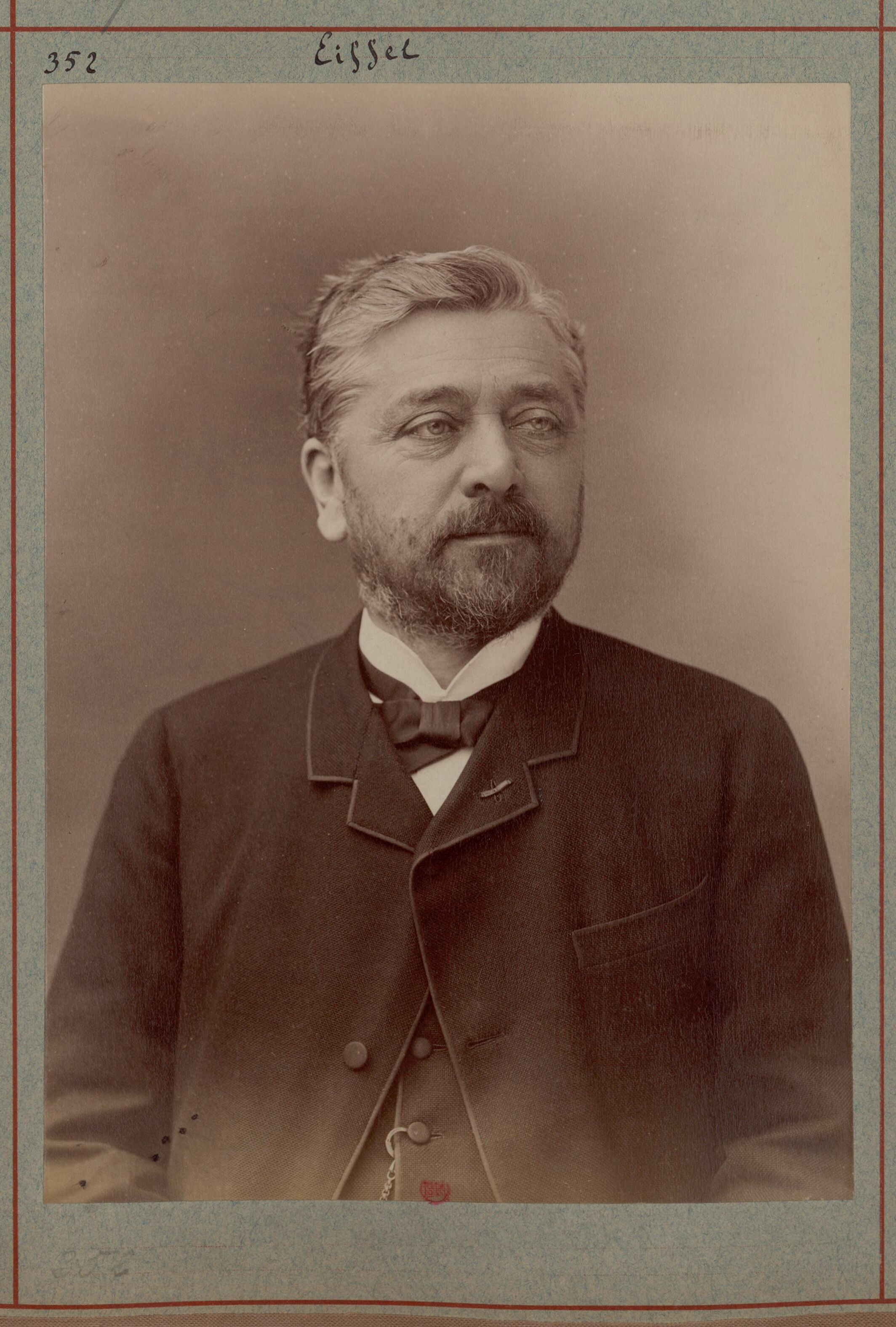
Gustave Eiffel, inginer și arhitect francez
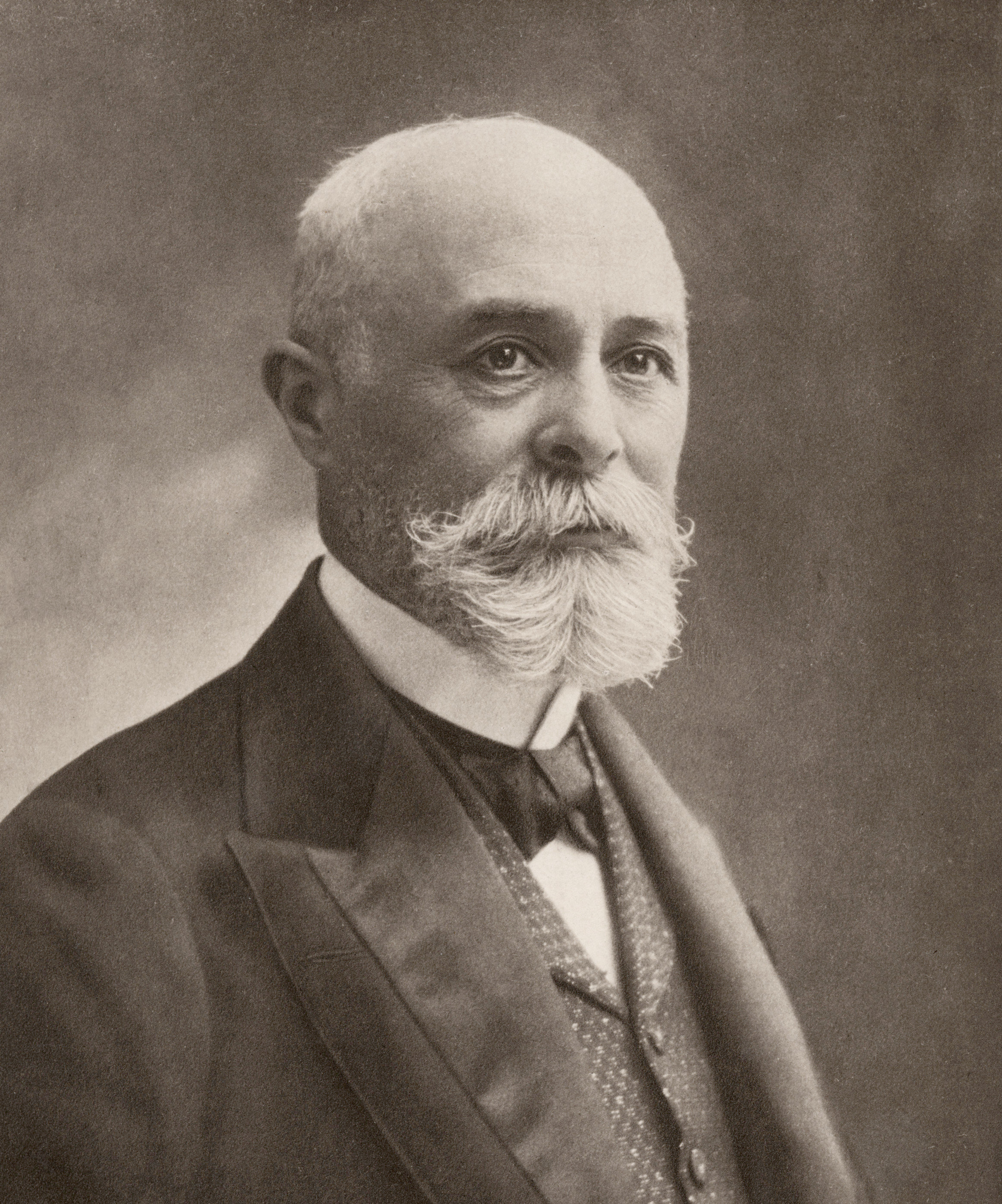
Antoine Henri Becquerel, fizician francez, laureat Nobel
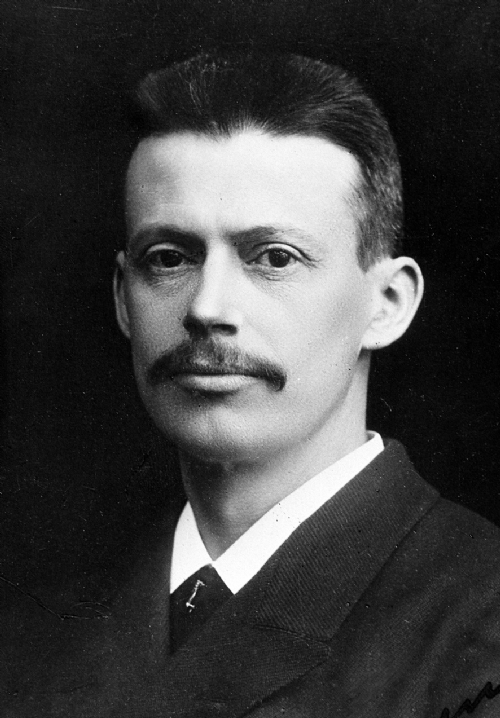
Niels Ryberg Finsen, medic danez, laureat Nobel

- 1859: Lazar Ludwik Zamenhof, medic și lingvist polonez de origine iudaică (d. 1917)
- 1860: Niels Ryberg Finsen, medic danez, laureat al Premiului Nobel (d. 1904)
- 1868: Ioan Moța, preot și publicist român (d. 1940)
- 1887: Cella Delavrancea, prozatoare, pianistă și fiica scriitorului Barbu Delavrancea (d. 1991)
- 1887:  Constantin Cândea, chimist, profesor universitar, rector al Universității „Politehnica” Timișoara (d. 1971)
- 1895: Valeriu Maximilian, pictor și grafician român (d. 1945)
- 1907: Oscar Niemeyer, arhitect brazilian (d. 2012)
- 1914: Ion Bostan, regizor român de filme documentare (d. 1992)
- 1914: Gheorghe Dumitrescu, compozitor român (d. 1996)
- 1923: Adrian Vicol, folclorist și etnomuzicolog român (d. 2013)
- 1923: Alki Zei, romancieră greacă și scriitoare de literatură pentru copii (d. 2020)
- 1926: Mircea Olteanu, medic român, chirurg oftalmolog (d. 2011)
- 1928: Ida Haendel, violonistă poloneză (d. 2020)
- 1928: Friedensreich Hundertwasser, arhitect austriac (d. 2000)
- 1937: Dionisie Vitcu, actor și politician român
- 1939: Dinu Gavrilescu, politician român
- 1947: Mihail Hărdău, politician român
- 1947: George-Mihail Pruteanu, lingvist, eseist și politician român (d. 2008)
- 1948: Cornel Nistorescu, prozator, publicist
- 1950: Boris Grîzlov, politician rus
- 1951: Ioan Luchian Mihalea, fondatorul grupurilor „Song”, „Minisong” (d. 1993)
- 1952: Allan Simonsen, fotbalist danez
- 1955: Paul Simonon, basist englez (The Clash)
- 1960: Kin Endate, astronom japonez
- 1970: Michael Shanks, actor canadian
- 1972: Cristian Boureanu, politician român
- 1976: Florin Gheorghe, politician român
- 1978: Christophe Rochus, jucător belgian de tenis
- 1981: Roman Pavliucenko, fotbalist rus
- 1983: Zlatan Ljubijankič, fotbalist sloven
- 1984: Martin Škrtel, jucător slovac de fotbal
- 1984: Eugen Sturza, politician moldovean
- 1986: Keylor Navas, fotbalist costarican
- 1988: Andreea Andrei, scrimeră română
- 1988: Steven N'Zonzi, fotbalist francez
- 1992: Alex Telles, fotbalist brazilian
- 1993: Alina Eremia, cântăreață și actriță română
- 1997: Océane Sercien-Ugolin, handbalistă franceză

## Decese
- 1675: Johannes Vermeer, pictor olandez (n. 1632)
- 1740: Georg Haner, teolog sas (n. 1672)
- 1792: Joseph Martin Kraus, compozitor german (n. 1756)
- 1849: Arhiducele Ferdinand Karl Viktor de Austria-Este (n. 1821)
- 1885: Regele Ferdinand al II-lea al Portugaliei (n. 1816)
- 1888: Prințul Alexandru de Hesse și Rin (n. 1823)
- 1907: Carola de Vasa, regină consort a Saxoniei (n. 1833)
- 1928: Louis Mathieu Verdilhan, pictor francez (n. 1875)
- 1958: Wolfgang Pauli, fizician atomist austriac, laureat al Premiului Nobel (n. 1900)

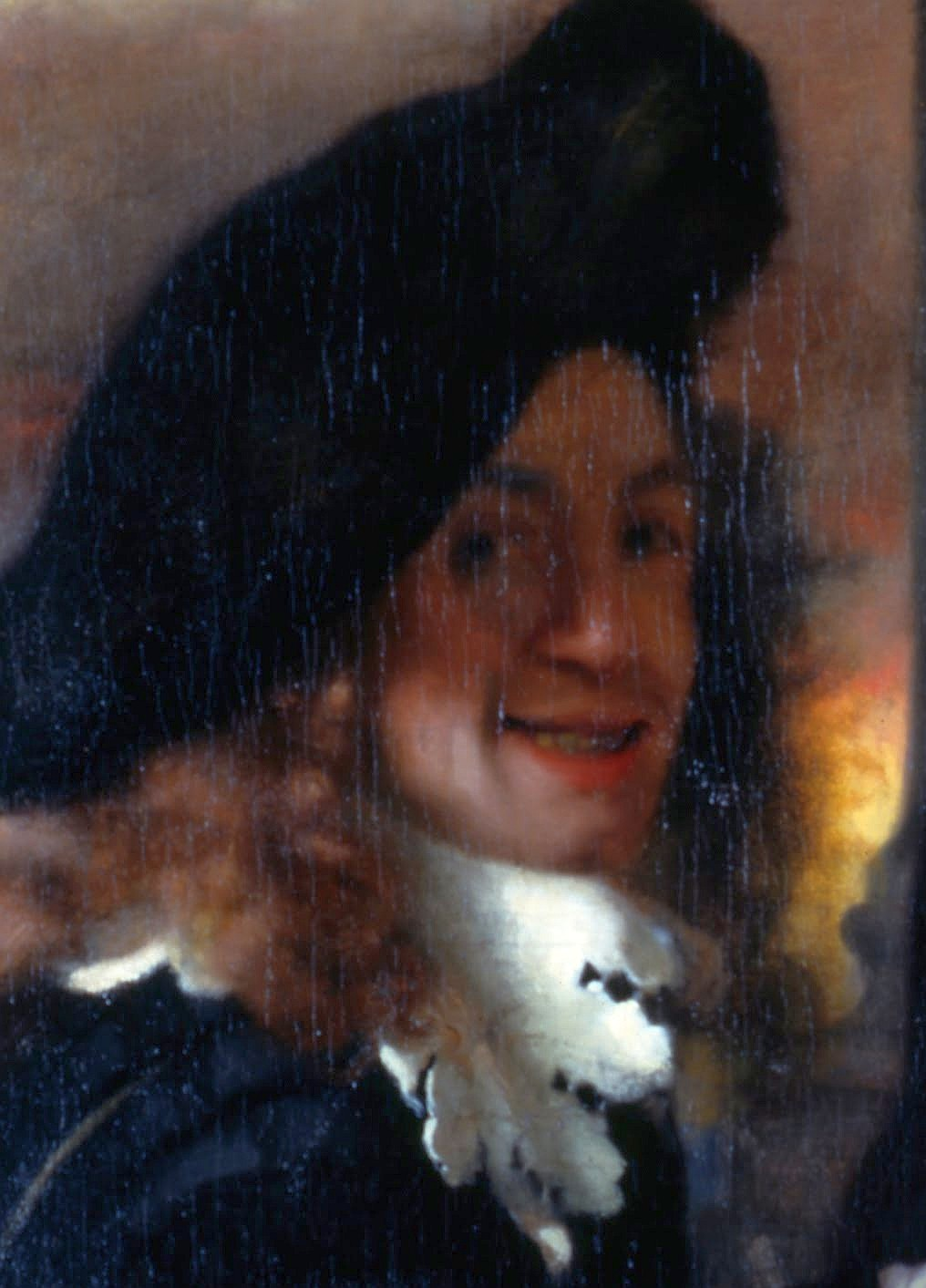
Johannes Vermeer, pictor olandez
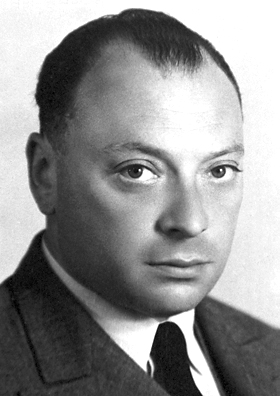
Wolfgang Pauli, fizician austriac, laureat Nobel
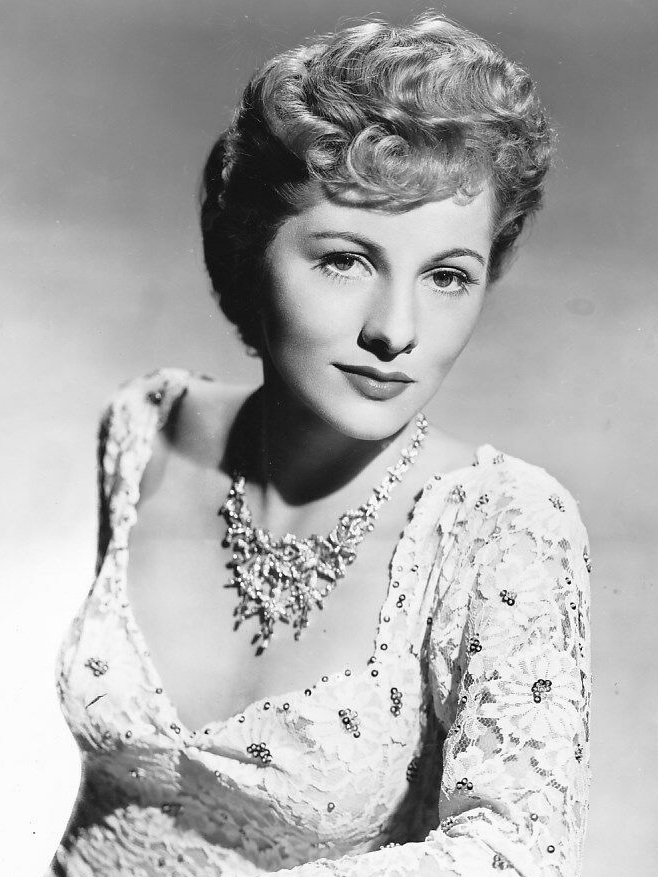
Joan Fontaine, actriță britanică

- 1962: Charles Laughton, actor și regizor american de origine engleză (n. 1899)
- 1966: Walt Disney, producător, desenator și regizor american (n. 1901)
- 1989: Knut Kolsrud, etnolog norvegian (n. 1916)
- 2008: Anghel Rugină, economist american de origine română (n. 1913)
- 2010: Blake Edwards, regizor, producător de filme și scenarist american (n. 1922)
- 2011: Christopher Hitchens, scriitor englez (n. 1949)
- 2013: Joan Fontaine, actriță britanică (n. 1917)
- 2014: Nicolae Manea, fotbalist român (n. 1954)

## Sărbători
- Sf. Sfințit Mucenic Elefterie (calendar creștin-ortodox)
- Sf. Antia (calendar creștin-ortodox)
- Sf. Muceniță Suzana (calendar creștin-ortodox)
- Sf. Eleuteriu (calendar greco-catolic)
- Sf. Nino (calendar catolic)